# Зоопарк Барселоны

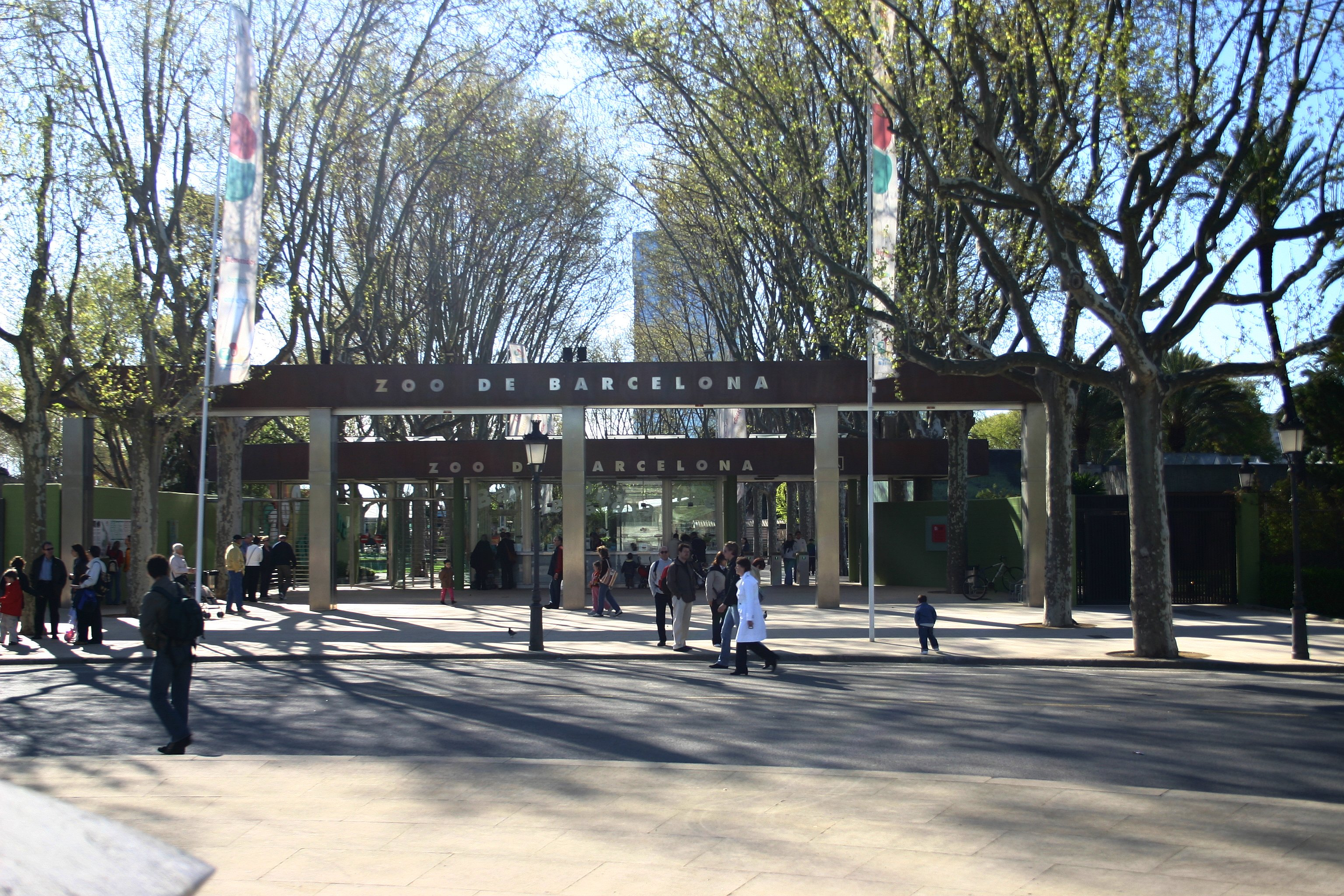
Главный вход в Барселонский зоопарк.

Зоопарк Барселоны (кат. Parc Zoològic de Barcelona, исп. Parque Zoológico de Barcelona) — зоопарк, расположенный в Парке Цитадели на территории каталонской столицы (Каталония, Испания). Общая площадь комплекса — 13,5 га. В коллекции зоопарка (по состоянию на 2012 год) находилось 319 видов животных и 400 видов растений. Общая численность животных — 2208.
По территории зоопарка можно перемещаться на трамвайчике либо на четырёхколёсном велосипеде.

## История

### Создание зоопарка
Заведение было основано в 1892 году. Отличительной чертой проекта стал отказ от привычных ограждений: животные были разделены не решётками, а рвами с водой. По мнению некоторых посетителей, отсутствие клеток способствует «прямому общению» между людьми и питомцами зоопарка.

### Участие в научных проектах
Одним из приоритетных направлений в работе зоопарка является участие в различных исследовательских программах. Значительное внимание уделяется исследованиям млекопитающих, в частности, приматов.
Ключевую роль в деятельности зоопарка играет и поддержка экологических и природоохранных мероприятий. Так, например, в 1993 году стартовал проект по восстановлению ареала выдры в северо-восточной Испании. В рамках проекта животных, отловленных в других частях страны (например, в Эстремадуре или в Астурии), доставляли в Каталонию. В Барселонском зоопарке выдры проходили двух-трёхнедельный «карантин», после чего их выпускали в дикую природу, на территории провинции Жирона.

## Экспозиции
- «Пальмовый лес»
- «Птичник»
- «Пространство горилл»
- «Акварама» (водные животные)
- «Земля драконов» (комодский варан)
- Террариум
- «Галерея прыгунов» (обезьяны Южной Америки)

Территория зоопарка украшена работами скульпторов Роч-и-Соле («Дама с зонтиком», 1884 год) и Льимона.

## Знаменитые обитатели

### Горилла Снежок

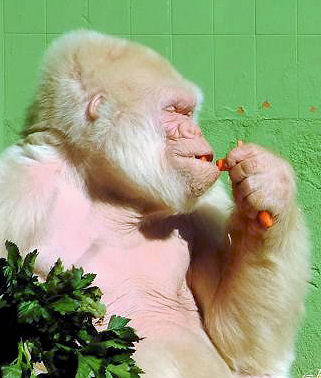
Горилла Снежок в зоопарке Барселоны (2003)

На протяжении десятилетий питомцем зоопарка был самец гориллы по прозвищу Снежок — единственная известная науке горилла-альбинос. Уникальный «обитатель Барселоны», ещё при жизни ставший одним из символов города, прожил около сорока лет (по человеческим меркам — вдвое больше) и оставил после себя десятки потомков. В ноябре 2003 года Снежок, страдавший от рака кожи (диагноз установили ещё в 2001 году), был усыплен. В последние недели его жизни зоопарк стал местом паломничества тысяч посетителей, решивших проститься со знаменитым «альбиносом».

### Слониха Сузи
В 2009 году внимание природоохранных организаций было привлечено к положению слонихи Сузи, которая содержалась в ненадлежащих условиях и проявляла признаки депрессии.